# Łuhawaja (rejon grodzieński)
Łuhawaja (biał. Лугавая, ros. Луговая) – wieś na Białorusi, w obwodzie grodzieńskim, w rejonie grodzieńskim, w sielsowiecie Indura.
Powstała po 1926.